# سي. ديفيد بيكر
سي. ديفيد بيكر هو لاعب كرة سلة وسياسي أمريكي، ولد في 16 فبراير 1953 في مقاطعة لوس أنجلوس في الولايات المتحدة. نشط حزبياً في الحزب الجمهوري الكاليفورني ‏.